# 形式等效性检查
形式等效性检查是电子设计自动化的一个步骤，通常是在集成电路设计中，通过一些数学方法（如二元决策图、布尔可满足性问题），来对不同电路之间进行形式验证，比较它们在行为上是否等效。